# Analiza društvenih mreža
Analiza društvenih mreža je proces istraživanja društvenih struktura korištenjem mreža i grafova. Karakterizira umrežene strukture u smislu čvorova (pojedinačnih aktera, ljudi ili stvari unutar mreže) i veza, rubova ili poveznica (odnosa ili interakcija) koje ih povezuju. Primjeri društvenih struktura koje se obično vizualiziraju analizom društvenih mreža uključuju mreže društvenih medija, širenje mema, kruženje informacija, mreže prijateljstva i poznanstva, poslovne mreže, mreže znanja, teške radne odnose, društvene mreže, grafikone suradnje, srodstvo, prijenos bolesti i seksualne odnose . Te se mreže često vizualiziraju kroz sociograme u kojima su čvorovi predstavljeni kao točke, a veze kao linije. Ove vizualizacije daju sredstva za kvalitativno ocjenjivanje mreža mijenjanjem vizualnog prikaza njihovih čvorova i rubova kako bi odražavali atribute od interesa
Analiza društvenih mreža pojavila se kao ključna tehnika u modernoj sociologiji. Također je stekla značajnu popularnost u sljedećem - antropologiji, biologiji, demografiji, komunikacijskim studijama, ekonomiji, geografiji, povijesti, informacijskim znanostima, organizacijskim studijama, političkim znanostima, javnom zdravstvu, socijalna psihologija, razvojne studije, sociolingvistika i informatika, obrazovanje i istraživanje na daljinu, a sada je općenito dostupan kao korisnički alat (pogledajte popis SNA softvera).
Prednosti SNA su dvostruke. Prvo, može obraditi veliku količinu relacijskih podataka i opisati cjelokupnu strukturu relacijske mreže. tem i izbor parametara za potvrdu utjecajnih čvorova u mreži, kao što je središnji stupanj u stupnju i stupanj izvan njega. SNA kontekstu i odaberite koje parametre definirati "centar" prema karakteristikama mreže. Analizom čvorova, klastera i relacija jasno se može opisati komunikacijska struktura i položaj pojedinaca
Analiza društvenih mreža ima svoje teorijske korijene u radu ranih sociologa kao što su Georg Simmel i Émile Durkheim, koji su pisali o važnosti proučavanja obrazaca odnosa koji povezuju društvene aktere. Društveni znanstvenici koriste koncept "društvenih mreža" od početka 20. stoljeća za označavanje složenih skupova odnosa između članova društvenih sustava na svim razinama, od međuljudskih do međunarodnih.
1930-ih Jacob Moreno i Helen Jennings uveli su osnovne analitičke metode. Godine 1954. John Arundel Barnes počeo je sustavno koristiti taj izraz za označavanje obrazaca veza, obuhvaćajući koncepte koje tradicionalno koristi javnost i one koje koriste društveni znanstvenici: ograničene grupe (npr. plemena, obitelji) i društvene kategorije (npr. rod, etnička pripadnost) . Znanstvenici kao što su Ronald Burt, Kathleen Carley, Mark Granovetter, David Krackhardt, Edward Laumann, Anatol Rapoport, Barry Wellman, Douglas R. White i Harrison White proširili su upotrebu sustavne analize društvenih mreža.
SNA se intenzivno koristio u istraživanju konteksta učenja drugog jezika u inozemstvu. Anheier, Gerhards i Romo, Wouter De Nooy i Burgert Senekal primijenili su čak iu proučavanju književnosti mrežnu analizu. Doista, analiza društvenih mreža pronašla je primjenu u raznim akademskim disciplinama, kao iu praktičnim kontekstima kao što je suzbijanje pranja novca i terorizma.
Veličina: Broj članova mreže u određenoj mreži.

### Veze
Homofilija: Stupanj do kojeg glumci stvaraju veze sa sličnim naspram različitih. Sličnost se može definirati spolom, rasom, dobi, zanimanjem, obrazovnim uspjehom, statusom, vrijednostima ili bilo kojom drugom istaknutom karakteristikom. Homofilija se također naziva asortativnošću.
Višestrukost: Broj oblika sadržaja sadržanih u vezi. Na primjer, dvoje ljudi koji su prijatelji i također rade zajedno imalo bi višestrukost 2. Višestrukost je povezana sa snagom veze i također može uključivati preklapanje pozitivnih i negativnih mrežnih veza.
Uzajamnost/Reciprocitet: Mjera u kojoj dva aktera uzvraćaju međusobno prijateljstvo ili drugu interakciju.
Zatvaranje mreže: Mjera potpunosti relacijskih trijada. Pretpostavka pojedinca o zatvorenosti mreže (tj. da su njihovi prijatelji također prijatelji) naziva se tranzitivnost. Tranzitivnost je rezultat individualne ili situacijske osobine potrebe za kognitivnim zatvaranjem.
Blizina: Tendencija da glumci imaju više veza s geografski bliskim drugima.
Most: Pojedinac čije slabe veze ispunjavaju strukturnu rupu, osiguravajući jedinu vezu između dvije jedinke ili skupine. Također uključuje najkraći put kada je duži neizvediv zbog visokog rizika od iskrivljenja poruke ili neuspjeha isporuke.
Centralnost: Centralnost se odnosi na skupinu metrika koje imaju za cilj kvantificirati "važnost" ili "utjecaj" (u različitim smislovima) određenog čvora (ili grupe) unutar mreže. Primjeri uobičajenih metoda mjerenja "centralnosti" uključuju centralnost između središnjica, centralnost blizine, centralnost svojstvenog vektora, alfa centralnost i centralnost stupnja.
Gustoća: Udio izravnih veza u mreži u odnosu na ukupni mogući broj.
Udaljenost: Minimalni broj veza potrebnih za povezivanje dva određena aktera, kao što je popularizirao Stanley Milgramov eksperiment malog svijeta i ideja o 'šest stupnjeva odvojenosti'.
Strukturne rupe: nepostojanje veza između dva dijela mreže. Pronalaženje i iskorištavanje strukturne rupe može dati poduzetniku konkurentsku prednost. Ovaj koncept razvio je sociolog Ronald Burt, a ponekad se naziva alternativnom koncepcijom društvenog kapitala.
Snaga veze: definirana linearnom kombinacijom vremena, emocionalnog intenziteta, intimnosti i reciprociteta (tj. uzajamnosti). Jake veze povezuju se s homofilijom, bliskošću i tranzitivnošću, dok su slabe veze povezane s mostovima.

### Segmentacija
Grupe se identificiraju kao 'klike' ako je svaki pojedinac izravno povezan sa svakim drugim pojedincem, 'društveni krugovi' ako postoji manja strogost izravnog kontakta, što je neprecizno, ili kao strukturno kohezivni blokovi ako se želi preciznost.
Koeficijent grupiranja: mjera vjerojatnosti da su dva suradnika čvora suradnici. Veći koeficijent grupiranja ukazuje na veću 'klikovnost'.
Kohezija: Stupanj do kojeg su akteri izravno povezani jedni s drugima kohezivnim vezama. Strukturna kohezija odnosi se na minimalni broj članova koji bi, ako bi bili uklonjeni iz grupe, odvojili grupu.

## Modeliranje i viyualiyacija mreža
Vizualni prikaz društvenih mreža važan je za razumijevanje mrežnih podataka i prenošenje rezultata analize. Predstavljene su brojne metode vizualizacije podataka proizvedenih analizom društvenih mreža. Mnogi analitički softveri imaju module za vizualizaciju mreže. Istraživanje podataka vrši se prikazivanjem čvorova i veza u različitim izgledima te pripisivanjem boja, veličine i drugih naprednih svojstava čvorovima. Vizualni prikazi mreža mogu biti moćna metoda za prenošenje složenih informacija, ali treba biti oprezan pri tumačenju svojstava čvorova i grafikona samo iz vizualnih prikaza, budući da oni mogu krivo prikazati strukturna svojstva koja su bolje uhvaćena kvantitativnom analizom.
Grafikoni s predznakom mogu se koristiti za ilustraciju dobrih i loših odnosa među ljudima. Pozitivan rub između dva čvora označava pozitivan odnos (prijateljstvo, savezništvo, ljubavni spojevi), a negativni rub između dva čvora označava negativan odnos (mržnja, ljutnja). Potpisani grafikoni društvenih mreža mogu se koristiti za predviđanje budućeg razvoja grafikona. U potpisanim društvenim mrežama postoji koncept "uravnoteženih" i "neuravnoteženih" ciklusa. Uravnoteženi ciklus se definira kao ciklus u kojem su umnošci svih predznaka pozitivni. Prema teoriji ravnoteže, uravnoteženi grafikoni predstavljaju grupu ljudi za koje je malo vjerojatno da će promijeniti svoje mišljenje o drugim ljudima u grupi. Neuravnoteženi grafikoni predstavljaju skupinu ljudi za koje je vrlo vjerojatno da će promijeniti svoje mišljenje o ljudima u svojoj skupini. Na primjer, grupa od 3 osobe (A, B i C) u kojoj A i B imaju pozitivan odnos, B i C imaju pozitivan odnos, ali C i A imaju negativan odnos je neuravnotežen ciklus. Ova će se skupina vrlo vjerojatno pretvoriti u uravnoteženi ciklus, kao što je onaj u kojem B ima samo dobar odnos s A, a i A i B imaju negativan odnos s C. Korištenjem koncepta uravnoteženih i neuravnoteženih ciklusa, evolucija mogu se predvidjeti potpisani grafikoni društvenih mreža.
Posebice kada se koristi analiza društvenih mreža kao alat za olakšavanje promjena, različiti pristupi sudioničkog mrežnog mapiranja pokazali su se korisnima. Ovdje sudionici/anketari daju mrežne podatke tako što zapravo mapiraju mrežu (olovkom i papirom ili digitalno) tijekom sesije prikupljanja podataka. Primjer mrežnog mapiranja putem olovke i papira, koji također uključuje prikupljanje nekih atributa aktera (percipirani utjecaj i ciljevi aktera) je * Net-map toolbox. Jedna od prednosti ovog pristupa je da omogućuje istraživačima prikupljanje kvalitativnih podataka i postavljanje razjašnjavajućih pitanja dok se mrežni podaci prikupljaju.
Potencijal društvenog umrežavanja (SNP) je numerički koeficijent, izveden putem algoritama koji predstavlja veličinu društvene mreže pojedinca i njegovu sposobnost da utječe na tu mrežu. SNP koeficijente prvi je definirao i upotrijebio Bob Gerstley 2002. godine. Srodan pojam je Alpha User, definiran kao osoba s visokim SNP-om.
SNP koeficijenti imaju dvije primarne funkcije:
1. Klasifikacija pojedinaca na temelju njihovog potencijala za društveno umrežavanje, i
2. Ponderiranje ispitanika u studijama kvantitativnih marketinških istraživanja.

Izračunavanjem SNP-a ispitanika i ciljanjem ispitanika s visokim SNP-om, pojačana je snaga i relevantnost kvantitativnih marketinških istraživanja koja se koriste za pokretanje viralnih marketinških strategija.
Varijable koje se koriste za izračun SNP-a pojedinca uključuju, ali nisu ograničene na: sudjelovanje u aktivnostima društvenih mreža, članstvo u grupi, vodeće uloge, priznanje, objavljivanje/uređivanje/doprinos neelektroničkim medijima, objavljivanje/uređivanje/doprinos elektroničkim medijima (web stranice, blogovi) i učestalost prethodne distribucije informacija unutar njihove mreže. Akronim "SNP" i neki od prvih algoritama razvijenih za kvantificiranje potencijala društvenog umrežavanja pojedinca opisani su u bijeloj knjizi "Istraživanje oglašavanja se mijenja" (Gerstley, 2003.) Vidi virusni marketing.
Prva knjiga koja je raspravljala o komercijalnoj upotrebi Alpha korisnika među publikom mobilnih telekomunikacija bila je 3G Marketing od Ahonena, Kaspera i Melkka iz 2004. Prva knjiga koja je raspravljala o Alpha korisnicima općenito u kontekstu inteligencije društvenog marketinga bila je Communities Dominate Brands od Ahonena & Moore 2005. Godine 2012. Nicola Greco (UCL) predstavlja na TEDx-u Potencijal društvenog umrežavanja kao usporedbu s potencijalnom energijom koju korisnici generiraju, a tvrtke trebaju koristiti, navodeći da je "SNP nova imovina koju svaka tvrtka treba imati" .

## Praktične aplikacije
Analiza društvenih mreža se intenzivno koristi u širokom rasponu aplikacija i disciplina. Neke uobičajene aplikacije za analizu mreže uključuju agregaciju i rudarenje podataka, modeliranje širenja mreže, modeliranje mreže i uzorkovanje, analizu korisničkih atributa i ponašanja, podršku resursima koje održava zajednica, analizu interakcije na temelju lokacije, društveno dijeljenje i filtriranje, razvoj sustava preporuka i predviđanje veza i rješavanje entiteta. U privatnom sektoru, tvrtke koriste analizu društvenih mreža za podršku aktivnostima kao što su interakcija i analiza kupaca, analiza razvoja informacijskog sustava, marketing i potrebe poslovne inteligencije (vidi analitiku društvenih medija). Neke upotrebe u javnom sektoru uključuju razvoj strategija angažiranja vođa, analizu individualnog i grupnog angažmana i korištenja medija te rješavanje problema u zajednici.

### Sigurnosne aplikacije
Analiza društvenih mreža također se koristi u obavještajnim i protuobavještajnim poslovima i aktivnostima provedbe zakona. Ova tehnika omogućuje analitičarima mapiranje tajnih organizacija kao što su špijunski lanac, obitelj organiziranog kriminala ili ulična banda. Agencija za nacionalnu sigurnost (NSA) koristi svoje programe elektroničkog nadzora za generiranje podataka potrebnih za izvođenje ove vrste analize terorističkih ćelija i drugih mreža koje se smatraju relevantnima za nacionalnu sigurnost. NSA pregledava do tri čvora duboko tijekom ove mrežne analize. Nakon što je početno mapiranje društvene mreže završeno, provodi se analiza kako bi se utvrdila struktura mreže i odredili, primjerice, lideri unutar mreže. To omogućuje vojnim ili policijskim snagama da pokrenu napade odrubljivanja glave "hvataj ili ubij" na mete visoke vrijednosti na vodećim položajima kako bi poremetili funkcioniranje mreže. NSA provodi analizu društvenih mreža na zapisima detalja poziva (CDR), također poznatim kao metapodaci, nedugo nakon napada 11. rujna.

### Aplikacije analize teksta
Veliki tekstualni korpusi mogu se pretvoriti u mreže i potom analizirati metodom analize društvenih mreža. U tim mrežama, čvorovi su društveni akteri, a veze su akcije. Izdvajanje tih mreža može se automatizirati korištenjem parsera. Rezultirajuće mreže, koje mogu sadržavati tisuće čvorova, zatim se analiziraju korištenjem alata iz teorije mreža kako bi se identificirali ključni akteri, ključne zajednice ili strane i opća svojstva kao što su robusnost ili strukturna stabilnost cjelokupne mreže ili središnje mjesto određenih čvorovi. Ovo automatizira pristup koji je uvela kvantitativna narativna analiza, pri čemu se tripleti subjekt-glagol-objekt identificiraju s parovima aktera povezanih radnjom, ili parovima koje tvori glumac-objekt.
U drugim se pristupima tekstualna analiza provodi uzimajući u obzir mrežu riječi koje se zajedno pojavljuju u tekstu. U tim mrežama čvorovi su riječi, a veze među njima ponderirane su na temelju njihove učestalosti zajedničkog pojavljivanja (unutar određenog maksimalnog raspona).

### Internet aplikacije
Analiza društvenih mreža također je primijenjena na razumijevanje online ponašanja pojedinaca, organizacija i između web stranica. Analiza hiperveza može se koristiti za analizu veza između web-mjesta ili web-stranica kako bi se ispitalo kako informacije teku dok se pojedinci kreću webom. Veze između organizacija analizirane su putem analize hiperveza kako bi se ispitalo koje su organizacije unutar problematične zajednice.

#### Netokracija
Drugi koncept koji je proizašao iz ove veze između teorije društvenih mreža i interneta je koncept netokracije, gdje se nekoliko autora pojavilo proučavajući korelaciju između proširene upotrebe online društvenih mreža i promjena u dinamici društvene moći.

#### Aplikacije društvenih mreža
Analiza društvenih mreža primijenjena je na društvene medije kao alat za razumijevanje ponašanja između pojedinaca ili organizacija putem njihovih poveznica na web stranicama društvenih medija kao što su Twitter i Facebook.

### Kompjutersko podržano suradničko učenje
Jedna od najnovijih metoda primjene SNA je proučavanje računalno podržanog kolaborativnog učenja (CSCL). Kada se primijeni na CSCL, SNA se koristi za razumijevanje načina na koji učenici surađuju u smislu količine, učestalosti i duljine, kao i kvalitete, teme i strategija komunikacije. Dodatno, SNA se može usredotočiti na specifične aspekte mrežne veze ili na cijelu mrežu u cjelini. Koristi grafičke prikaze, pisane prikaze i prikaze podataka za pomoć u ispitivanju veza unutar CSCL mreže. Kada se SNA primjenjuje na CSCL okruženje, interakcije sudionika se tretiraju kao društvena mreža. Fokus analize je na "vezama" uspostavljenim među sudionicima – kako oni međusobno komuniciraju i komuniciraju – za razliku od toga kako se svaki sudionik ponašao sam.

#### Ključni pojmovi
Nekoliko je ključnih pojmova povezanih s istraživanjem analize društvenih mreža u računalno podržanom kolaborativnom učenju, kao što su: gustoća, središte, u stupnju, izvan stupnja i sociogram.
- Gustoća se odnosi na "veze" između sudionika. Gustoća se definira kao broj veza koje sudionik ima, podijeljen s ukupnim mogućim vezama koje bi sudionik mogao imati. Na primjer, ako sudjeluje 20 osoba, svaka bi se osoba potencijalno mogla povezati s 19 drugih osoba. Gustoća od 100% (19/19) je najveća gustoća u sustavu. Gustoća od 5% znači da postoji samo 1 od 19 mogućih veza.
- Centralnost se fokusira na ponašanje pojedinačnih sudionika unutar mreže. Mjeri do koje mjere pojedinac komunicira s drugim pojedincima u mreži. Što se pojedinac više povezuje s drugima u mreži, to je njegova centralnost u mreži veća.

Varijable s obzirom na stupanj povezane su sa centralnošću.
- Središte u stupnju koncentrira se na određenog pojedinca kao točku fokusa; središnje mjesto svih drugih pojedinaca temelji se na njihovom odnosu prema središnjoj točki pojedinca "u stupnju".
- Vanjski stupanj je mjera centralnosti koja se još uvijek fokusira na jednu osobu, ali analitičar se bavi odlaznim interakcijama pojedinca; mjera središnjeg stupnja izvan stupnja je koliko puta pojedinac iz točke fokusa stupa u interakciju s drugima.
- Sociogram je vizualizacija s definiranim granicama veza u mreži. Na primjer, sociogram koji pokazuje središnje točke izvan stupnja za sudionika A ilustrirao bi sve odlazne veze koje je sudionik A napravio u proučavanoj mreži.

#### Jedinstvene mogućnosti
Istraživači koriste analizu društvenih mreža u proučavanju računalno podržanog kolaborativnog učenja dijelom zbog jedinstvenih mogućnosti koje nudi. Ova posebna metoda omogućuje proučavanje obrazaca interakcije unutar umrežene zajednice učenja i može pomoći u ilustriranju opsega interakcija sudionika s drugim članovima grupe. Grafike stvorene korištenjem SNA alata pružaju vizualizacije veza među sudionicima i strategija koje se koriste za komunikaciju unutar grupe. Neki autori također sugeriraju da SNA pruža metodu za jednostavnu analizu promjena u obrascima sudjelovanja članova tijekom vremena.
Brojne istraživačke studije primijenile su SNA na CSCL u različitim kontekstima. Nalazi uključuju korelaciju između gustoće mreže i prisutnosti nastavnika, veće poštovanje preporuka "središnjih" sudionika, neučestalost međuspolnih interakcija u mreži i relativno malu ulogu koju igra instruktor u asinkronoj mreži učenja .

#### Druge metode korištene uz SNA
Iako su mnoge studije pokazale vrijednost analize društvenih mreža unutar računalno podržanog kolaborativnog učenja, istraživači su sugerirali da SNA sam po sebi nije dovoljan za postizanje potpunog razumijevanja CSCL-a. Složenost procesa interakcije i mnoštvo izvora podataka otežavaju SNA-u pružanje dubinske analize CSCL-a. Istraživači pokazuju da SNA treba nadopuniti drugim metodama analize kako bi se stvorila točnija slika iskustava suradničkog učenja.
Brojne istraživačke studije kombinirale su druge vrste analize sa SNA u studiji CSCL-a. To se može nazvati višemetodskim pristupom ili triangulacijom podataka, što će dovesti do povećanja pouzdanosti evaluacije u CSCL studijama.
- Kvalitativna metoda – Načela kvalitativnog istraživanja studije slučaja čine čvrst okvir za integraciju SNA metoda u proučavanje CSCL iskustava.
  - Etnografski podaci kao što su studentski upitnici i intervjui te promatranja u razredu bez sudionika
  - Studije slučaja: sveobuhvatno proučite određene CSCL situacije i povežite nalaze s općim shemama
  - Analiza sadržaja: nudi informacije o sadržaju komunikacije među članovima
- Kvantitativna metoda – Ovo uključuje jednostavne deskriptivne statističke analize pojava kako bi se identificirali određeni stavovi članova grupe koji nisu bili u mogućnosti pratiti putem SNA kako bi se otkrile opće tendencije.
  - Računalne datoteke dnevnika: pružaju automatske podatke o tome kako učenici koriste alate za suradnju
  - Višedimenzionalno skaliranje (MDS): prikazuje sličnosti među akterima, tako da su sličniji ulazni podaci bliže jedni drugima
  - Softverski alati: QUEST, SAMSA (Sustav za matricu susjedstva i analizu temeljenu na sociogramu) i Nud*IST